# 大耳窿 (電影)
《大耳窿》（英語：The Loan Shark）是一部於2011年上映的馬來西亞電影，由何志良導演，李璨琛、吴俐璇、张兆辉、温碧霞和林雪主演。
内容以高利貸为主，主要讲述非法放贷活动的运作过程、放贷情况，甚至还深入详谈大耳窿集团的职位之分，以及环绕在借放贷者之间恩怨的真实情况。

## 剧情
15年前，阿龙（李璨琛饰）父因母亲珊姐（吕珊饰）烂赌向大耳窿借还债，导致意外车祸死亡，因此阿龙及妹妹雯雯（吴俐璇饰）非常痛恨母亲，但阿龙为雯雯之生计及保护家人，投靠天神（林雪饰）阿窿集团，开始他的阿窿生涯。
阿龙鼓励雯雯考警察部队，但因阿龙的职业背景，令雯雯承受压力，导致兄妹俩感情破裂，最后雯雯更离开警察学院。
一天，一个自称是专门铲除大耳窿集团的特别行动组找上阿龙，要他以卧底身份收集天神犯罪证据，以消灭放高利贷活动。正当阿龙努力搜寻天神罪证时，妹雯也加入天神的集团，还为了争上位靠拢处处与他为难的黑狗（张兆辉饰）身边。
黑狗是天神的养子，一直深受天神重视，然而自从阿龙的加入，令他有感地位不保，一直视阿龙为敌，他与天神都不知道雯就是龙的妹妹，还爱上雯。而黑狗身边已有一个欣（温碧霞饰），后者的父亲原是欠债者，欣为了救父及顾母，只好接近黑狗，但是雯的出现，也令欣感到自己地位受威胁。
欣觉得雯的出现绝不是偶然，因此怀疑对方的真正身份，她劝黑狗别太信任对方，但黑狗不信，为了找出证据，黑狗设了个陷阱试探雯，没想到雯真的中计，在千钧一发时刻，知道妹身处险境的龙却出现……

## 演员
| 演员   | 角色           | 介绍 |
| 李璨琛 | 何健龙（阿龙） | 31岁，自16岁丧父，负起养家责任，与妹妹雯雯相依为命，本性老实够义气，沉默寡言，痛恨赌博，做事全力以赴。因身世自卑，在感情生活上不敢表达，内心充满挣扎。 |
| 张兆辉 | 黑狗           | 36岁，个性好胜，狂戾好打，不择手段，妒忌与报复心重，敢爱敢恨。表面口气粗犷，其实是个处事敏感小心的黑道领袖老大。                                       |
| 吴俐璇 | 何雯雯         | 27岁，疼爱哥哥阿龙，忌恶如仇，自少立志要铲除罪恶。但入世未深，做事冲动，要证明给阿龙知道她已长大和不满阿龙，愤然加入卧底工作。                         |
| 温碧霞 | 陈欣（阿欣）   | 29岁，命运无从选择被人摆布，楚楚可怜，软弱无助，为求有人可保护其家人，无计较后果。原与阿龙是一对情侣，但因为要替继父还债，所以被逼当黑狗的女人         |
| 林雪   | 天神           | 50岁，大耳窿集团天王级老大，性格内敛、阴险，善用人材，做事认真，论功行赏，是非分明，相信阿龙建议以新运作模式来营运阿窿集团会更成功。                   |
| 吕珊   | 珊姐           | 51岁，好赌，不负责任的母亲。 |
| 戴筱轶 | 陈燕（阿燕）   | 20岁，阿欣之妹，大专学生，除读书外，在家中照顾有病的母亲。一次险被断父方叔污辱，幸有阿龙及时相救。                                                     |
| 李绍杰 | 阿利           | 35岁， 地主之忠心手下，先天口吃，喜欢雯雯，不知雯雯是卧底而错信她。为保护雯雯逃走，自己跌下身亡。                                                      |
| 冯克安 | 地主           | 天神的敌对，喜欢酒精与女人，对身边的人很大意，因而被逮捕。                                                                                             |
| 黄苠晋 |                | |
| 黎明   |                | |
| 张天赐 |                | |

## 獎項
| 獎項         | 獎項       | 受獎者 | 階段／結果 |
| ------------ | ---------- | ------ | ---------- |
| 第一屆金箏獎 | 最佳女主角 | 吳俐璇 | 提名       |

## 外部連結
- 香港影庫上《大耳窿》的資料（繁體中文）
- 豆瓣电影上《大耳窿》的資料 （简体中文）
- 时光网上《大耳窿》的資料（简体中文）
- 互联网电影数据库（IMDb）上《大耳窿》的资料（英文）